# 靈格風
靈格風（英語：Linguaphone），是一間提供「外語學習計劃」的跨国公司，產品是一種預付式语言培训消費。在1901年由波蘭翻譯師兼語言教師Jacques Roston於英國倫敦成立。創辦人意识到语言培训的市场潜力和商业前景，遂將录音的发明与贝尔的蜡筒技术应用于语言教學上。現在靈格風落地於世界60多個國家/地區。
現今，灵格风提供更广泛的语言培训课程。除英语課程，灵格风還同時提供泰语、希腊语以及德语等語言。

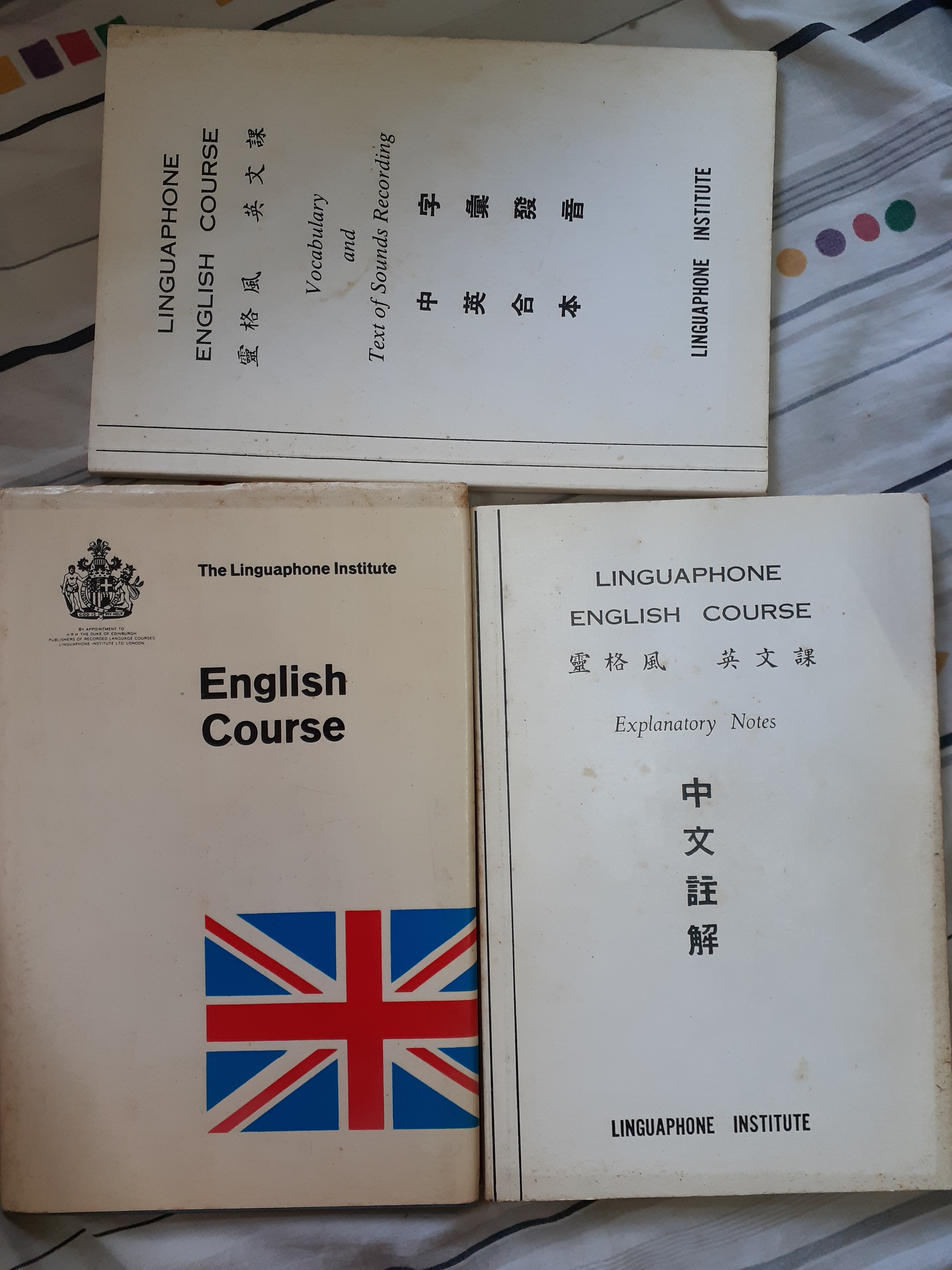
語言學習工具

## 發展

### 香港

#### 目標
在香港廣告標榜「三個月學好外語」。
靈格風於1961年進軍香港。靈格風進軍香港之初，主要是出售外語課本、等，而為配合課程，靈格風更推出「錄音帶語言實習機」，讓學員「隨時隨地」自學，這方式一度於1970年至1980年期間大受歡迎。不過，1990年代後期，電腦互聯網逐漸普及，香港學生喜歡互動方式學習外語，英語教育市場又有更多競爭者加入，靈格風的傳統教學方式追不上時代變遷，導致靈格風香港分公司的業務在2000年代起逐漸走下坡，在此期間又被許多消費者投訴推銷手法失當，最終公司於2009年1月16日申請清盤，並委任羅申美企業顧問有限公司的陳弘毅及王德文為臨時清盤人。而靈格風在長沙灣的辦事處已經深門重鎖，門外則貼出告示，指公司已申請自動清盤。

#### 追討學費事件
在2009年4月起，香港靈格風一批顧客在清盤後，還收到AEON財務代表身份繼續追討學費款項，並聲稱如不繳費，會採取進一步行動，香港有立法會議員認為，如在無法律理據下追數，或許構成刑事罪行。
對於香港灵格风的破产事件，广州灵格风指，广州分店在法人和经营权方面完全独立，与香港灵格风并非子母公司，遂未影响到中国大陆的其他灵格风分店。香港灵格风的清盘与广州灵格风完全无关，广州店只是代理灵格风的品牌，经营上完全独立。灵格风曾經提出措施，香港学生可以向广州灵格风提出申请或轉往英國文化協會，免费继续未完成的课程，而英孚及華爾街學院也有提供方案予受影響學員及員工。

### 內地

#### 宗旨
帮助人们更好地相互理解和沟通。

#### 使命
让学员体验灵活的、轻松愉快的、以学员为中心的语言培训，为生活增添色彩。

## 外部連結
- （英文）靈格風集團 （页面存档备份，存于）
- 灵格风（中国）有限公司 （页面存档备份，存于）
- 靈格風香港分行
- 香港電台:香港顧客未使用靈格風服務，仍被AEON追討學費 （页面存档备份，存于）